# Gigliola Staffilani
Gigliola Staffilani (née le 24 mars 1966) est une mathématicienne et universitaire italo-américaine, dont les recherches portent sur l'analyse harmonique et les équations aux dérivées partielles, notamment l'équation de Korteweg-de Vries et l'équation de Schrödinger.  Elle est professeure de mathématiques au Massachusetts Institute of Technology depuis 2002 et membre de National Academy of Sciences élue le 26 Avril 2021. 

## Éducation et carrière
Staffilani grandit dans une ferme de Martinsicuro, dans le centre de l'Italie. Elle obtient une bourse pour étudier à l'université de Bologne, où elle obtient une laurea en mathématiques en 1989 avec un mémoire sur les fonctions de Green pour les équations aux dérivées partielles elliptiques,,.  
Elle poursuit ses études aux États-Unis, à l'université de Chicago et suit les cours de Carlos Kenig et elle étudie les équations aux dérivées partielles dispersives avec Kenig. Elle obtient une maîtrise en 1991 et prépare un doctorat. Elle soutient en 1995 une thèse intitulée « The Initial Value Problem for Some Dispersive Differential Equations ».  
Elle est chercheuse postdoctorale à l'Institute for Advanced Study, à Stanford et à l'université de Princeton, puis elle occupe obtient un poste provisoire à Stanford en 1999 et est titularisée en 2001. Elle se marie avec Tomasz Mrowka, professeur de mathématiques au MIT, et prend un poste à l'université Brown, puis au Massachusetts Institute of Technology en 2002, où elle est nommée professeure titulaire de mathématiques en 2006.

## Collaboration
Staffilani collabore fréquemment avec James Colliander (en), Markus Keel, Hideo Takaoka et Terence Tao, formant un groupe connu sous le nom de « I-team »,. Le nom de ce groupe proviendrait de la notation d'un opérateur de mollification utilisée dans la méthode de l'équipe de quantités presque conservées, ou comme abréviation d'« interaction », se référant à la fois au travail d'équipe du groupe et aux interactions des ondes lumineuses entre elles. Le travail du groupe a été mis en évidence dans les citations de la médaille Fields 2006 pour le membre du groupe Tao,.

## Prix et distinctions
Staffilani bénéficie d'une bourse Sloan de 2000 à 2002. En 2009-2010, elle est membre du Radcliffe Institute for Advanced Study. En 2012, elle est boursière inaugurale de l'American Mathematical Society. En 2014, elle est élue membre de l'Académie américaine des arts et des sciences . En 2017 elle bénéficie d'une bourse Guggenheim et elle est membre du conseil du Math Prize for Girls (en) et fait partie des organisateurs du Fields Medal Symposium (en). Staffilani est élue membre de la National Academy of Sciences le 26 Avril 2021.

## Publications
- Gigliola Staffilani, « On the generalized Korteweg–de Vries-type equations », Differential and Integral Equations, vol. 10, no 4,‎ 1997, p. 777–796 (MR 1741772).
- (en) Gigliola Staffilani, « On the growth of high Sobolev norms of solutions for KdV and Schrödinger equations », Duke Mathematical Journal, vol. 86, no 1,‎ 1997, p. 109–142 (DOI 10.1215/S0012-7094-97-08604-X, MR 1427847).
- (en) Gigliola Staffilani et Daniel Tătaru, « Strichartz estimates for a Schrödinger operator with nonsmooth coefficients », Communications in Partial Differential Equations, vol. 27, nos 7–8,‎ 2002, p. 1337–1372 (DOI 10.1081/PDE-120005841, MR 1924470).
- (en) J. Colliander, M. Keel, G. Staffilani, H. Takaoka et T. Tao, « Sharp global well-posedness for KdV and modified KdV on {\displaystyle \mathbb {R} } and {\displaystyle \mathbb {T} } », Journal of the American Mathematical Society, vol. 16, no 3,‎ 2003, p. 705–749 (DOI 10.1090/S0894-0347-03-00421-1, MR 1969209, arXiv math/0110045).
- (en) J. Colliander, M. Keel, G. Staffilani, H. Takaoka et T. Tao, « Global well-posedness and scattering for the energy-critical nonlinear Schrödinger equation in {\displaystyle \mathbb {R} ^{3}} », Annals of Mathematics, second Series, vol. 167, no 3,‎ 2008, p. 767–865 (DOI 10.4007/annals.2008.167.767, MR 2415387).
- (en) J. Colliander, M. Keel, G. Staffilani, H. Takaoka et T. Tao, « Transfer of energy to high frequencies in the cubic defocusing nonlinear Schrödinger equation », Inventiones Mathematicae, vol. 181, no 1,‎ 2010, p. 39–113 (DOI 10.1007/s00222-010-0242-2, Bibcode 2010InMat.181...39C, MR 2651381).